# NGC 1917
NGC 1917 ist ein Kugelsternhaufen in der Großen Magellanschen Wolke im Sternbild Schwertfisch. Der Sternhaufen wurde am 25. September 1826 von dem Astronomen James Dunlop mit einem 23-cm-Teleskop entdeckt; die Entdeckung wurde später im New General Catalogue verzeichnet.